# List Titovi

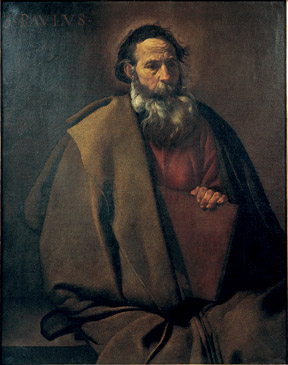
D. Velázquez: Sv. Pavel, 1619

List Titovi (zkratka Tt nebo Tit) je součást Nového zákona, jeden z tzv. pastorálních listů, připisovaných apoštolu Pavlovi. Byl napsán řecky, snad v letech 63-67 ve vězení v Římě. O autorství listu však mnozí pochybují, hlavně na základě jazykových důvodů. Obecně se však uznává, že 1Tm, 2Tm a Tt mají společného autora.
Titus byl Pavlův žák a dlouholetý spolupracovník, později biskup v Korintu, podle Tt 3,12 byl správcem obce na Krétě a podle 2Tm 4,10 odešel do Dalmácie. List mu dává rady ohledně organizace církevní obce, různých funkcí a povinností i křesťanského života vůbec a varuje před heretiky, kteří prosazují obřízku (Tt 1,10).
V polemice proti svůdcům Pavel cituje slavnou větu o Kréťanech, známou jako „paradox lháře“ (Tt 1,13).

## Citáty
| „            | Je mnoho těch, kteří se nepodřizují, vedou prázdné řeči a svádějí lidi: jsou to hlavně ti, kteří lpí na obřízce. Těm je třeba zavřít ústa. Pro hanebný zisk učí tomu, co se nepatří, a rozvracejí tím celé rodiny. Jeden z nich, jejich vlastní prorok, řekl: 'Kréťané jsou samí lháři, zlá zvířata, lenivá břicha.' A je to pravdivé svědectví. | “ |
| — Tt 1,11-13 | |   |

| „         | Čistým je všechno čisté. Ale poskvrněným a nevěřícím nic není čisté. | “ |
| — Tt 1,15 |                                                                      |   |